# Einar Lagerwall
Erik Victor Einar Lagerwall, född 12 december 1921, död 11 maj 1992, var en svensk illustratör med huvudfokus på serieteckning. 
En av pionjärerna som nordisk tecknare för Walt Disney Company. Redan i början på 1960-talet samarbetade han med danska Disney Productions som då var huvudsäte för Nordens utgivning. Dessförinnan arbetade han med ett brett figurgalleri med bland annat Bäcka-Markus, Baron von Münchhausen, Cirkus Crabato och ett antal utgivningar av våra klassiska folksagor. Favoritverktygen som användes var Higgins svarta tusch, Winsor & Newton–mårdhårspensel och diverse blyertspennor för skissarbete.